# Pfarrzentrum Hall-Schönegg

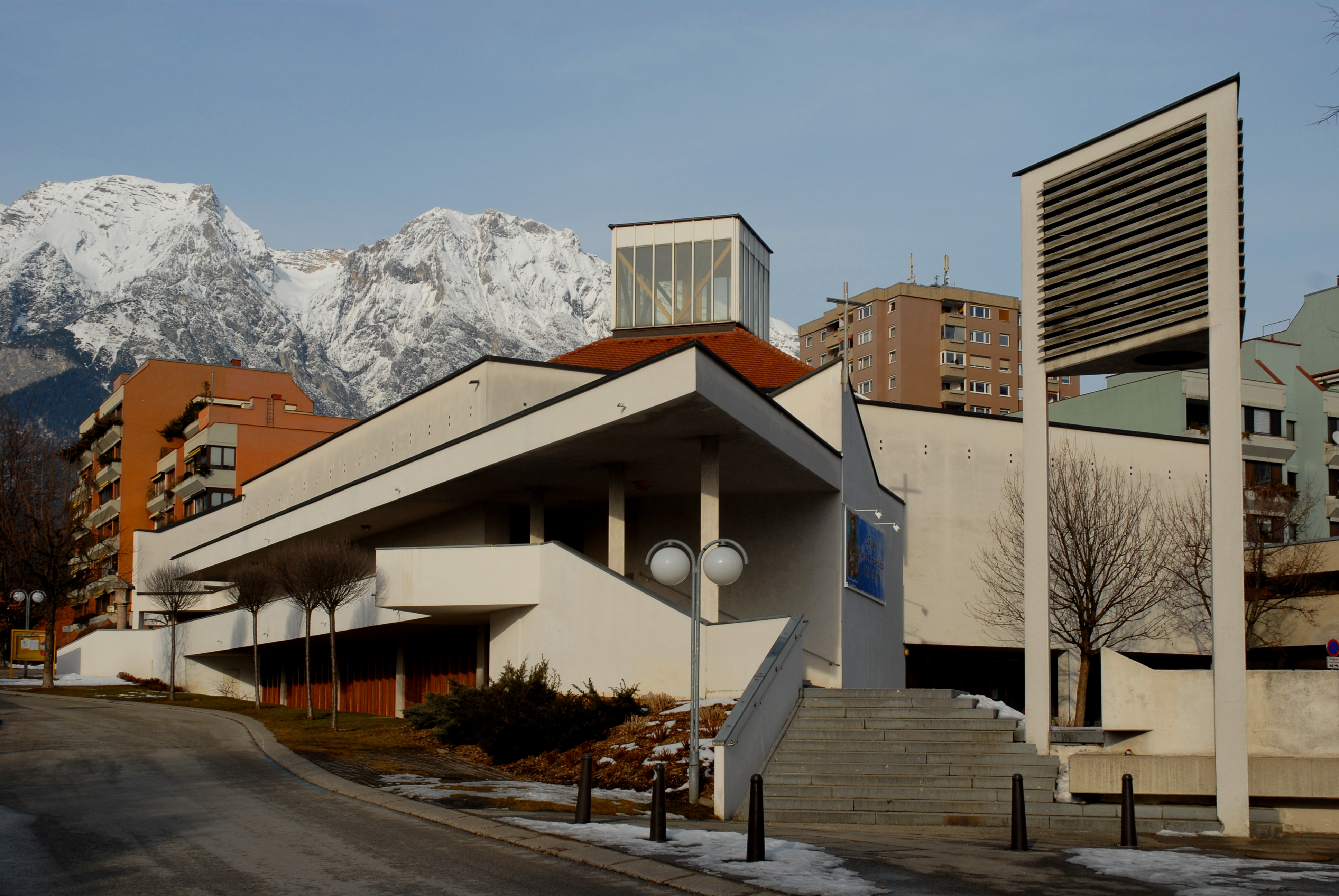
Pfarrzentrum hl. Franziskus in Hall-Schönegg

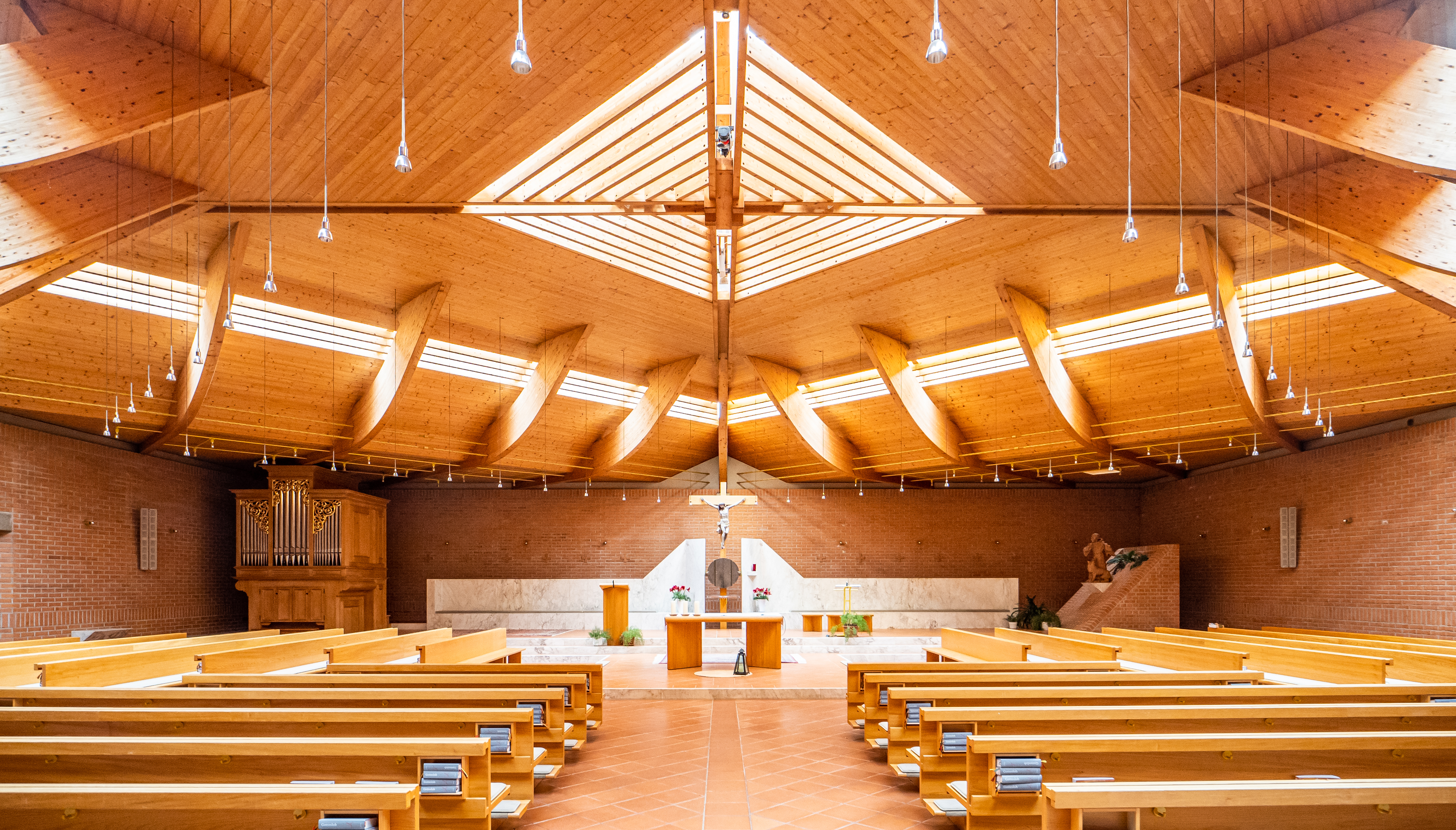
Kirchenraum, Blick zum Altar

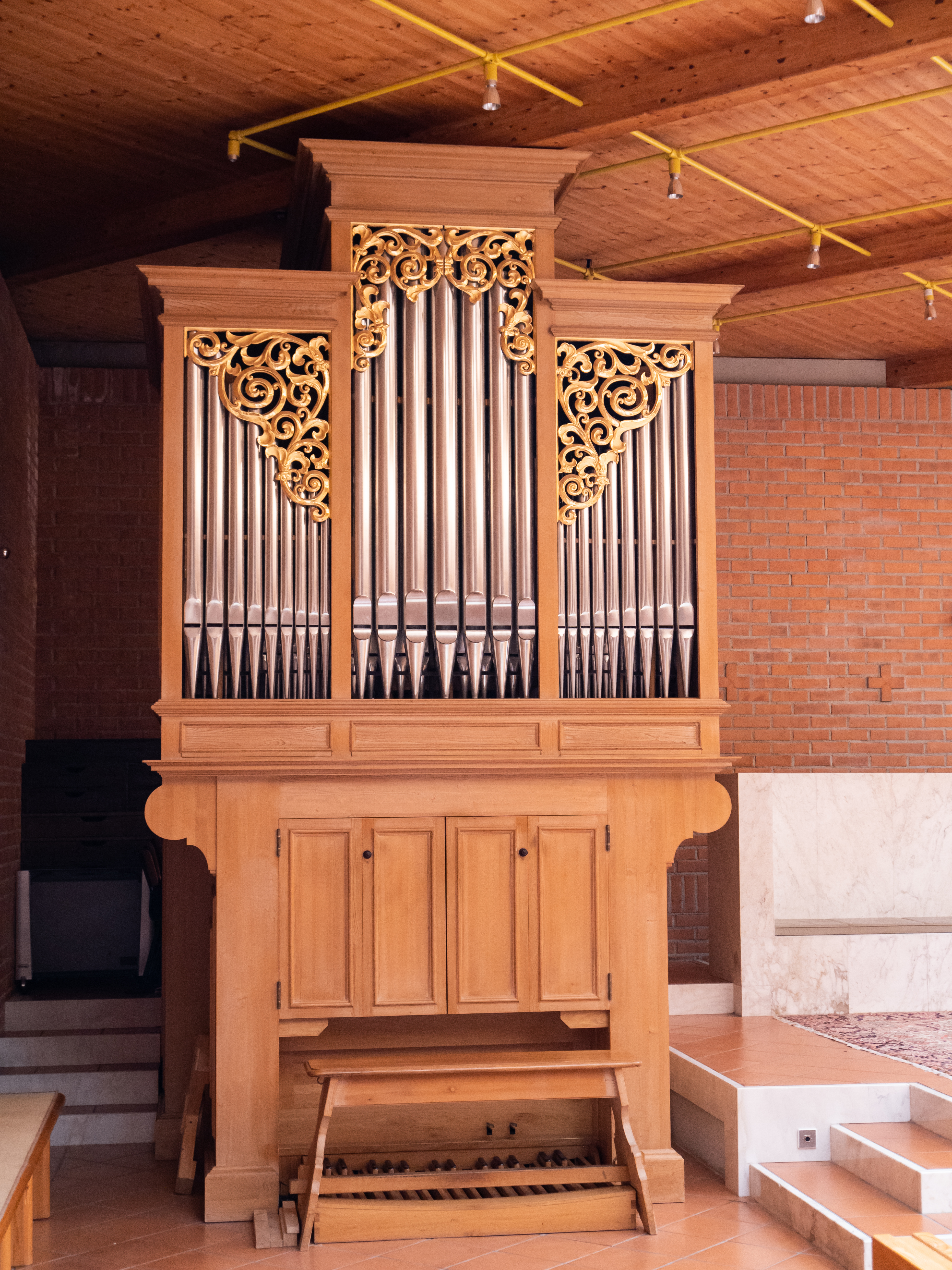
Orgel

Das römisch-katholische Pfarrzentrum Hall-Schönegg steht im Stadtteil Schönegg im Osten der Stadtgemeinde Hall in Tirol im Bezirk Innsbruck-Land im Bundesland Tirol. Die dem Patrozinium des hl. Franz von Assisi unterstellte Pfarrkirche gehört zum Dekanat Hall in der Diözese Innsbruck.

## Geschichte
Der Stadtteil Schönegg entstand ab dem Zweiten Weltkrieg mit einer Südtiroler-Siedlung und einem Barackenlager. Er wuchs in den 1960er Jahren durch zahlreiche Neubauten stark an, so dass der Bedarf für eine eigene Kirche entstand. 1971 wurde eine offizielle Seelsorgestelle eingerichtet und Gottesdienste in einer Notkirche in der Schule gefeiert. Als Ergebnis eines geladenen Wettbewerbs wurde die Kirche nach den Plänen der Architekten Ernst Bliem und Helmut Dreger erbaut und am 27. Oktober 1984 durch Diözesanbischof Reinhold Stecher und Altbischof Paulus Rusch geweiht. 1985 wurde St. Franziskus zur Pfarre erhoben und 1987 das Pfarrzentrum geweiht.

## Architektur
Der Kirchenbau befindet sich in einer Hanglage. In der unteren Ebene befinden sich die Werktagskapelle, der Pfarrsaal und Sozialräume. Das Untergeschoß im Straßenniveau wird durch ein hohes Fensterband belichtet. Die Kirche im Obergeschoß über einem quadratischen Grundriss wird an der Südwestecke von einer Treppe erschlossen, die teilweise von einem spitz zusammenlaufenden Dach überspannt wird. Auf dem Flachdach des Baukörpers erhebt sich ein um 45° gedrehtes Pyramidendach, das einen mit Fenstern durchbrochenen kubischen Aufsatz hat. Nördlich schließt ein eingeschoßiger Trakt mit Sakristei und Pfarrbüro an. Dieser führt zum zweigeschoßigen Pfarrhaus über quadratischem Grundriss, das um 45° gedreht zur Kirche steht. Im Südwesten steht auf drei schlanken Pfeilern ein dreiseitiger niedriger Glockenturm.
Das Kircheninnere zeigt sich quadratisch, unter einem Zeltdach, die Wände sind ohne Fenster geschlossen, die Lichtführung erfolgt durch ein umlaufendes Lichtband und durch die mittige Dachlaterne, durch Lamellen gemildert. Die Wände aus gebrannten Ziegeln, der mit Terrakottaplatten belegte Boden und das offene Dach aus naturbelassenem Fichtenholz geben dem Sakralraum eine warme Wirkung. Die Altarwand zeigt sich davon abgehoben durch weißen Marmor.

## Einrichtung
Mittig in der Altarwand hängt ein Kruzifix aus dem 17. Jahrhundert, das der Bildhauerfamilie Zürn zugeschrieben wird. Südlich des Altars steht eine Figur des hl. Franziskus mit dem Wolf von Gubbio geschaffen vom Bildhauer Rudolf Millonig. Den Kreuzweg mit 15 Reliefs schuf der Haller Plastiker Manuel Schmid 2009.
In der Nordostecke des Kirchenraumes steht eine Pirchner-Orgel, welche aus dem Chorraum der Stiftskirche vom Stift Wilten hierher übertragen wurde.
In der Werktagskapelle befinden sich ein Kruzifix und eine Ikone der hl. Maria vom Maler Max Spielmann.